# Селянська вулиця (Київ)
Селя́нська ву́лиця — вулиця в Оболонському районі міста Києва, селище Пуща-Водиця. Пролягає від дороги в село Горенка та вулиці Федора Максименка до кінця забудови в лісі поблизу с. Горенка.
Прилучаються вулиці Миколи Юнкерова, Квітки Цісик та Лісна.

## Історія
Вулиця виникла на межі XIX — XX століття під назвою 15-та Лінія. У довіднику «Весь Киев» на 1914 рік позначена як Селянська лінія (рос. Деревенская линия). Сучасна назва, як «симетрична» Міській вулиці, розташованій на початку Пуща-Водиці, вживається з 1950-х років.

## Установи та заклади
- Санаторій «Пуща-Озерна»
- Пуща-Водицьке кладовище, вулиця Селянська, 14

## Зображення

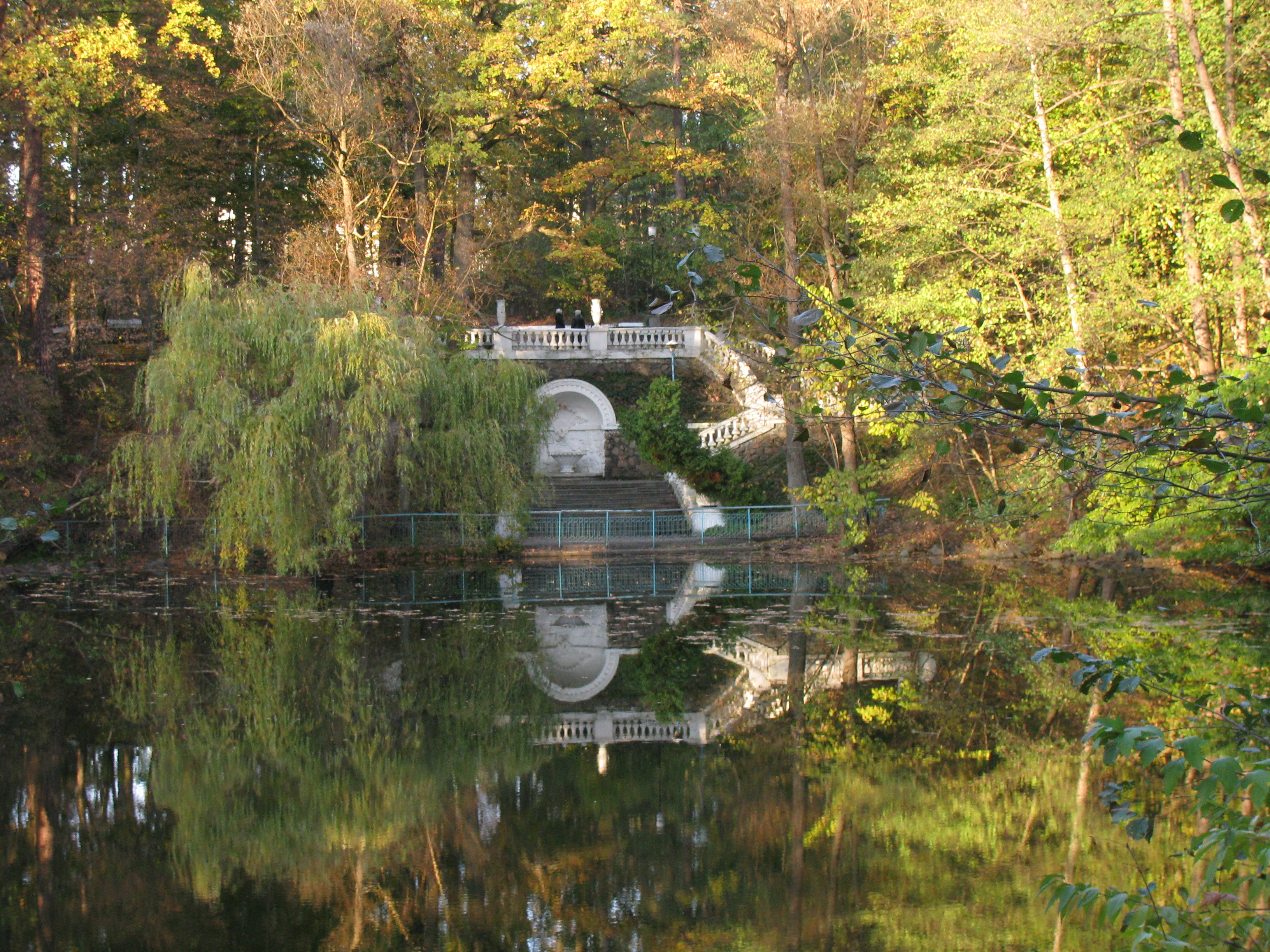
Комплекс санаторію 30-річчя Жовтня (санаторію «Пуща-Озерна»)
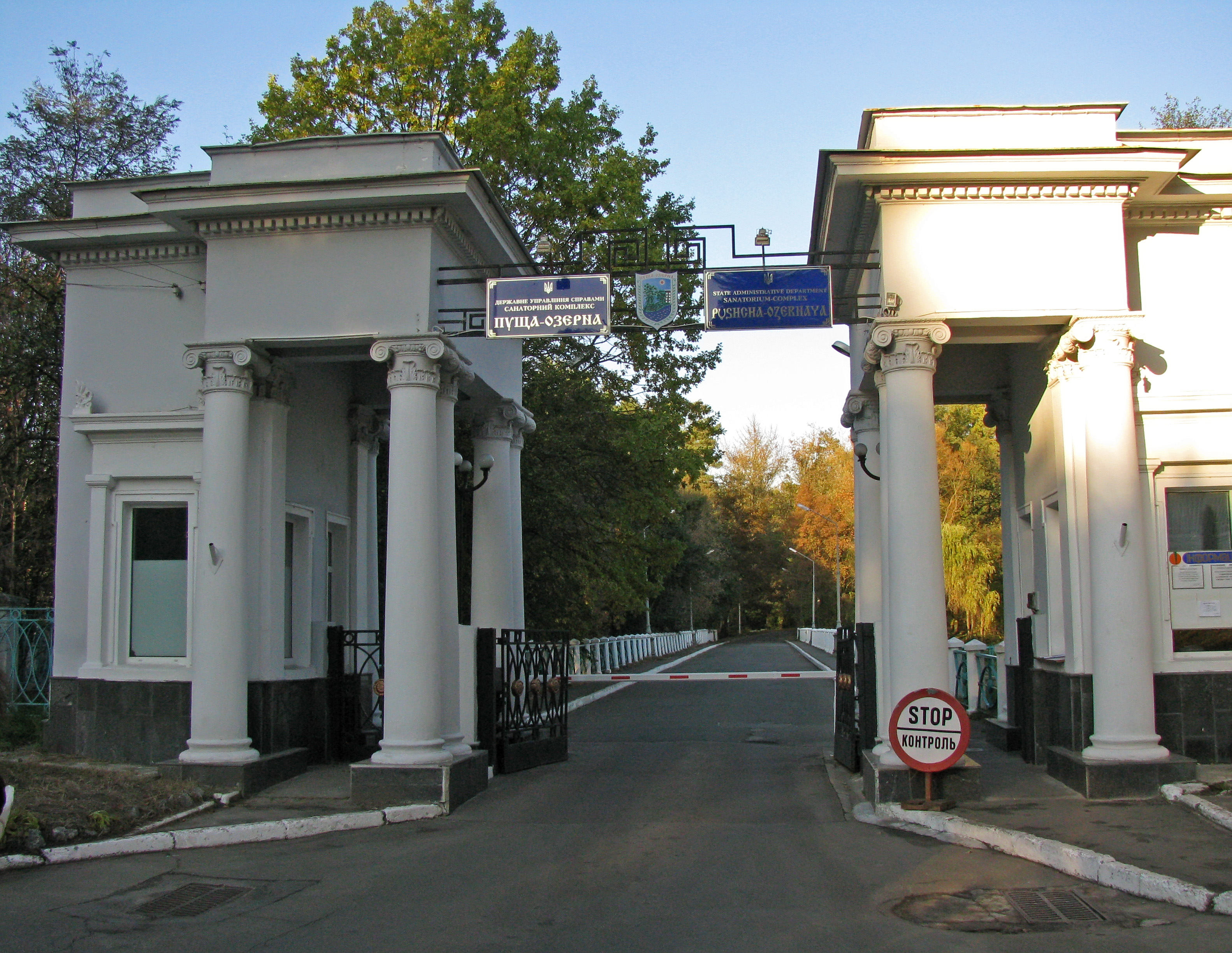
Пропілеї (санаторій «Пуща-Озерна»)
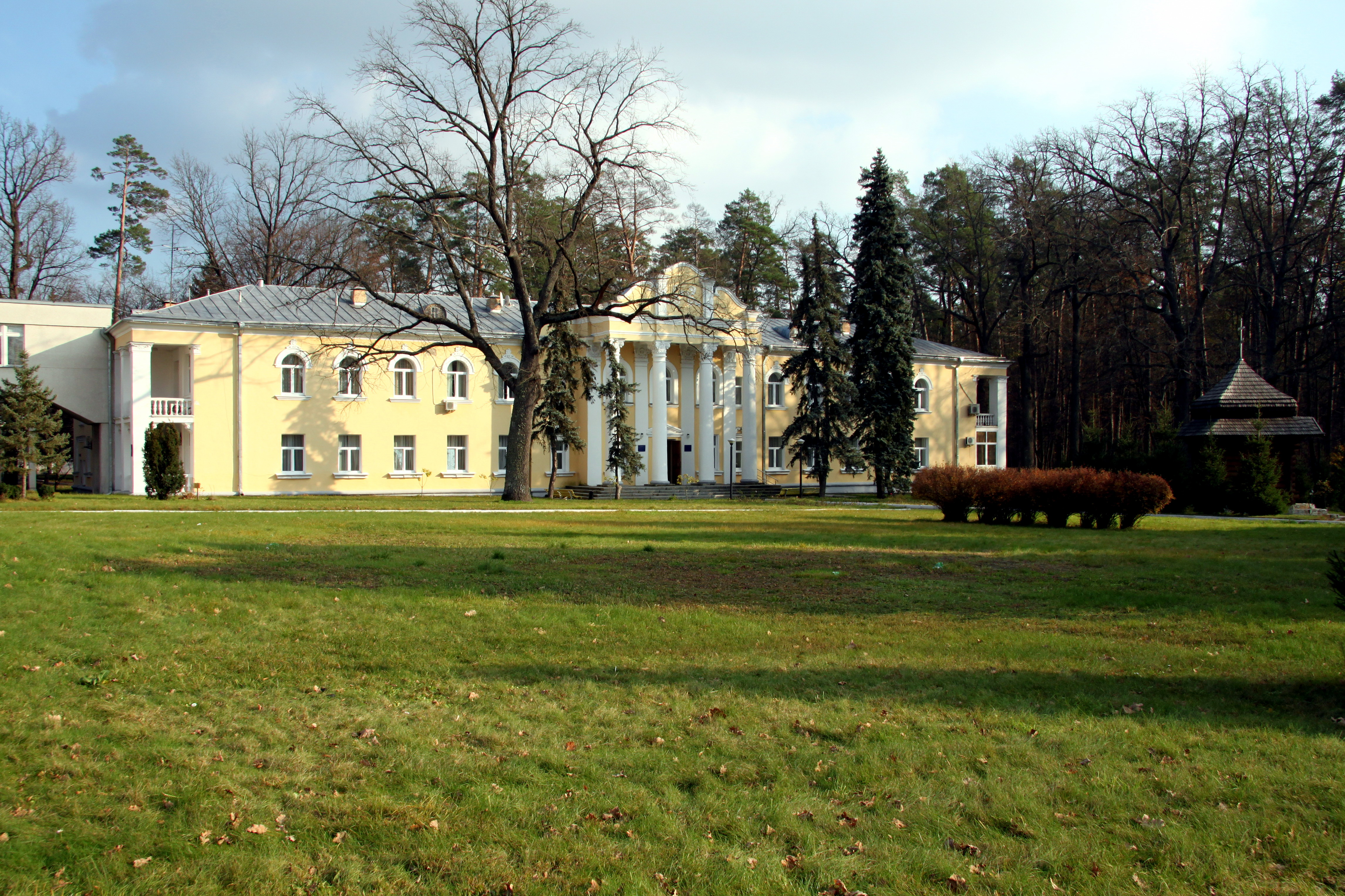
Водолікарня (санаторій «Пуща-Озерна»)
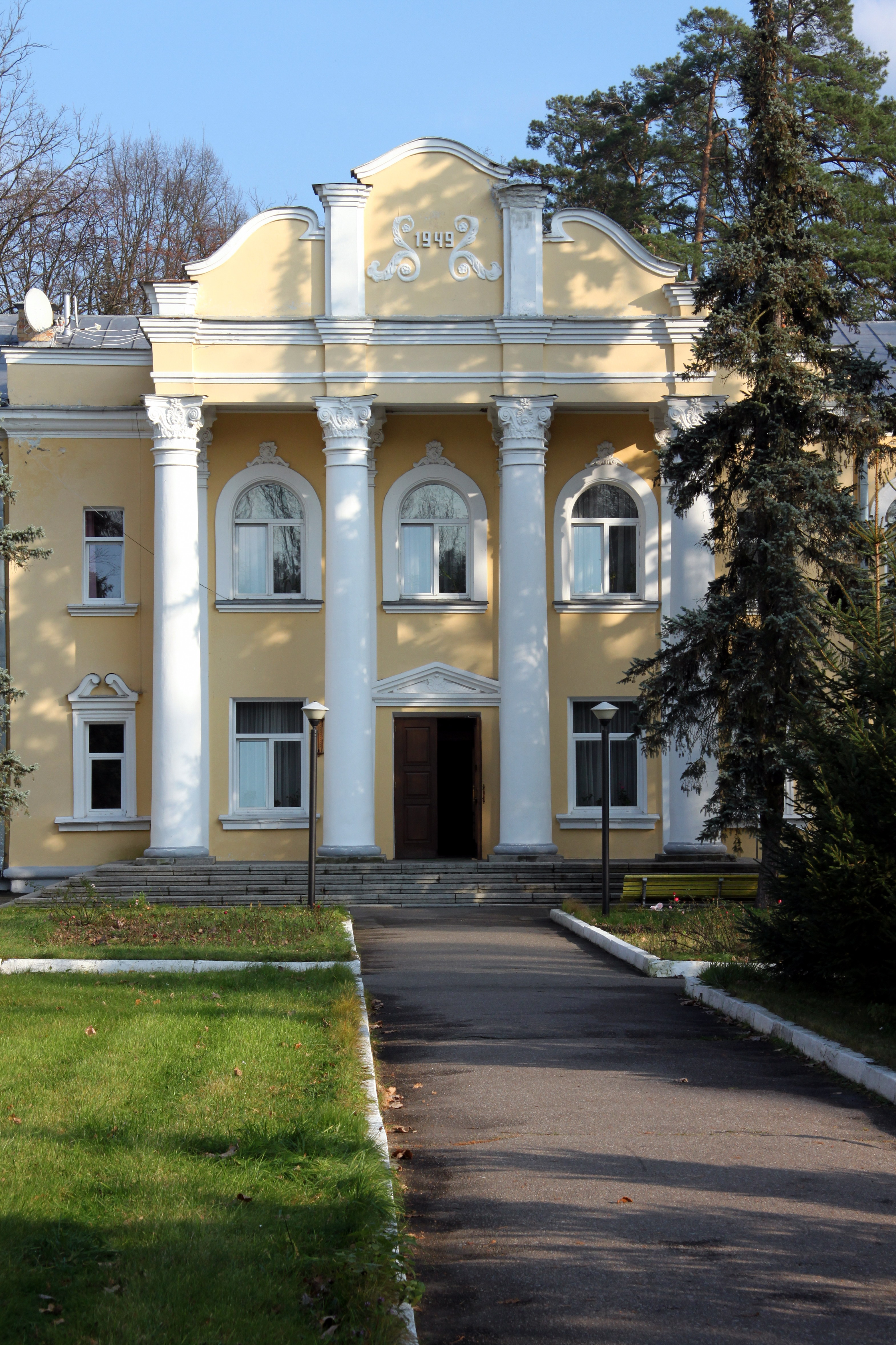
Водолікарня (санаторій «Пуща-Озерна»)
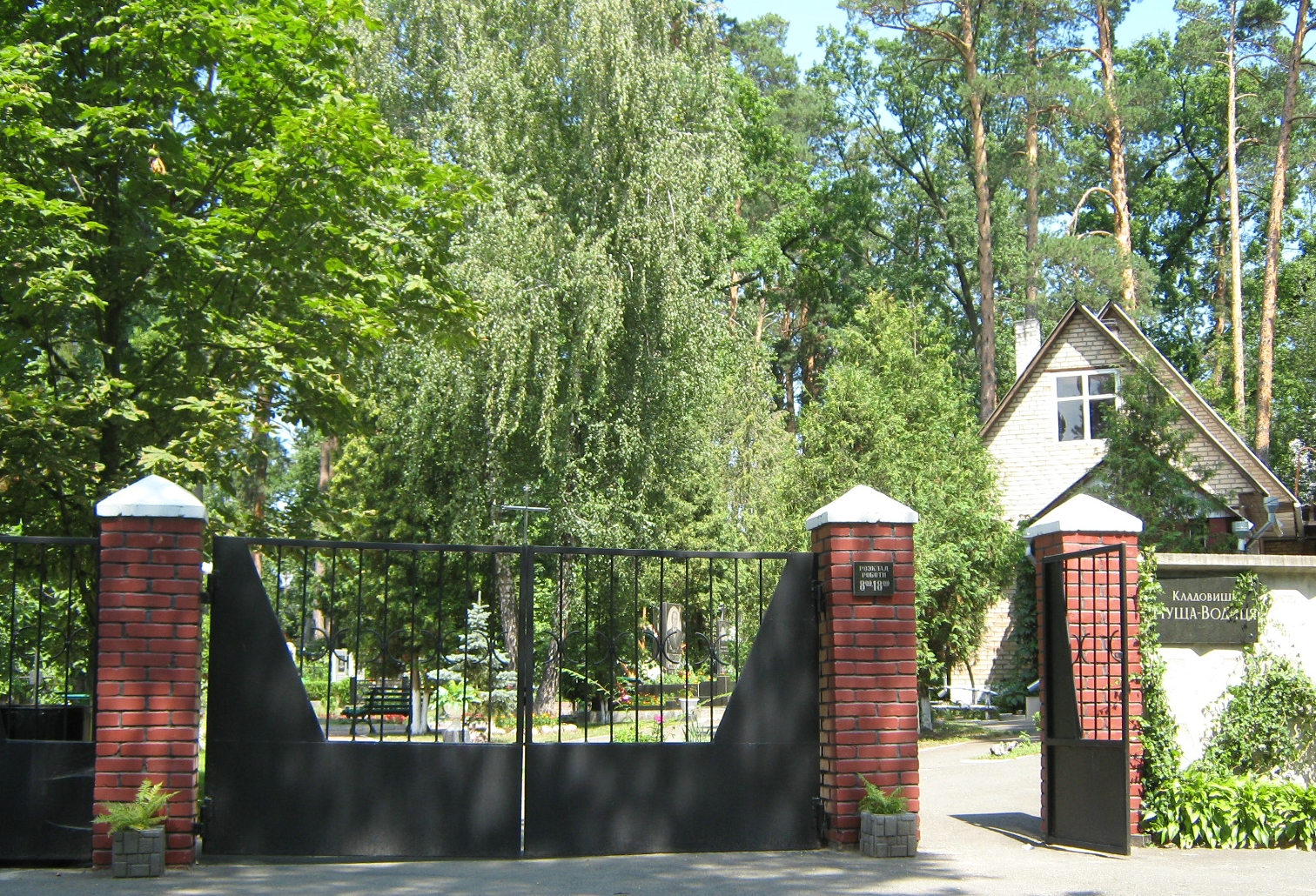
Пуще-Водицьке кладовище